# Sergi Llull i Melià
Sergi Llull Melià (Maó, Menorca, 15 de novembre de 1987) també conegut com a Sergi Llull, és un jugador de bàsquet menorquí. Fa 1,90 metres d' alçada i juga de base al Reial Madrid. El 25 de juny de 2009 va ser escollit en la 34a posició del Draft per Denver Nuggets i els seus drets foren traspassats immediatament als Houston Rockets.
El 14 d'agost del 2009 debutà amb la selecció espanyola, amb la qual estava concentrat en qualitat de convidat per a la gira de preparació de l'Eurobasket 2009, en un partit contra Cuba en què Espanya vencé per 94 a 57. La temporada 2012-13 es va proclamar campió de la Lliga ACB (Lliga ACB 2012/13) amb el Real Madrid.
El juliol de 2014 va ser inclòs pel seleccionador estatal Juan Antonio Orenga a la llista dels dotze jugadors que disputarien amb la selecció espanyola de bàsquet el Campionat del món de 2014.
El 2015, després d'haver estat un dels jugadors claus en la bona temporada del Reial Madrid, que va guanyar els quatre títols disputats: Supercopa, Copa del Rei, Lliga Endesa i Eurolliga, Llull va ser temptejat per l'equip que té els seus drets a l'NBA, els Houston Rockets, amb un contracte que l'hauria convertit en el debutant més ben pagat de la història a la Lliga nord-americana. Malgrat tot, el menorquí va decidir quedar-se a l'ACB i ampliar el seu contracte amb el Reial Madrid fins al 2021.

## Clubs
- La Salle Maó - Categories inferiors
- Bàsquet Manresa

- Finques Olesa - EBA - 2005/2006 (cessió)
- Ricoh Manresa - LEB - 2006/2007

- Real Madrid - ACB - 2007/actual